# Mont Greylock
Le mont Greylock (1 063 m) est le point culminant de l'État du Massachusetts. Un mémorial se trouve à son sommet.

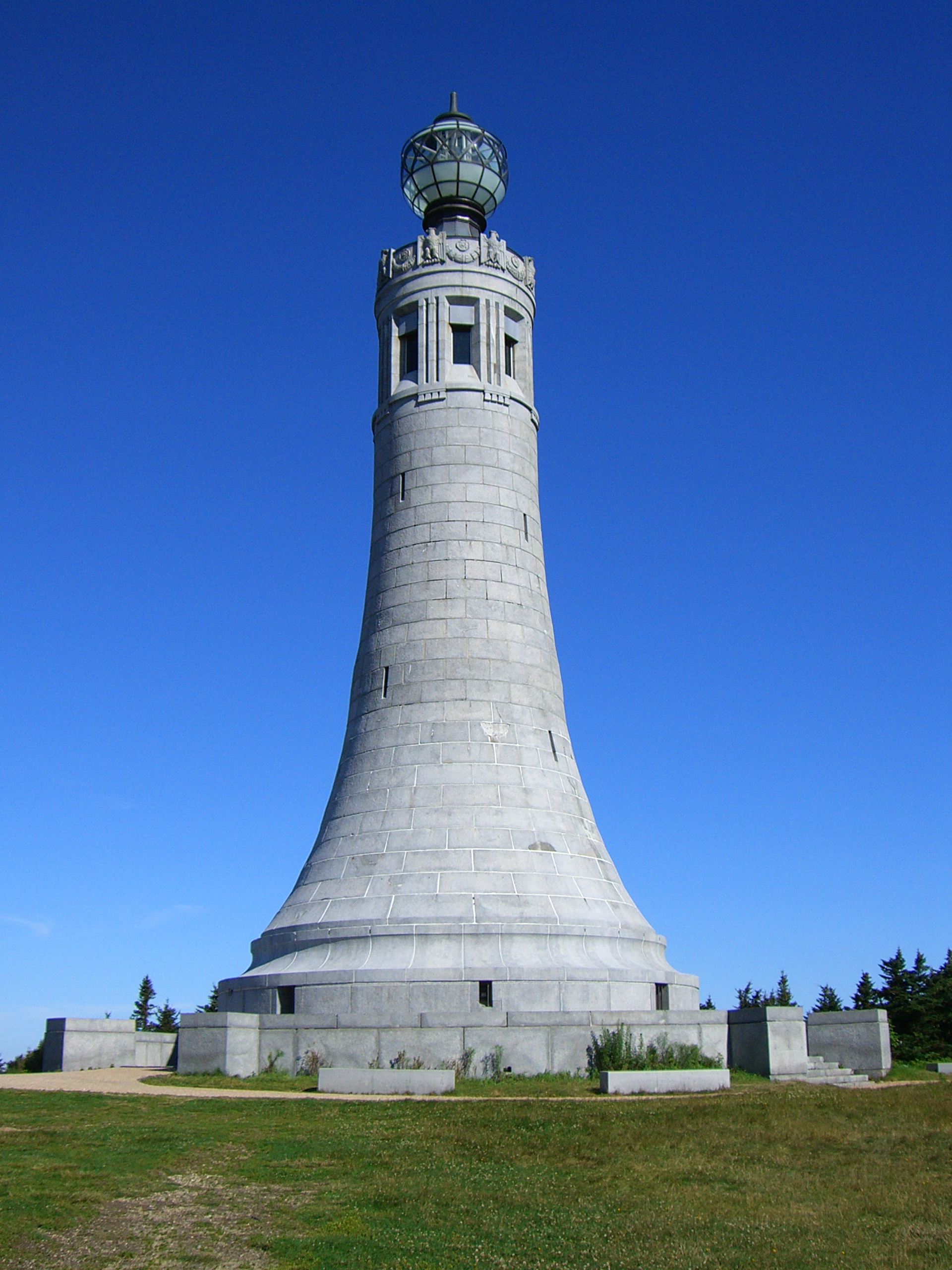
Mémorial de guerre au sommet du mont Greylock